# Сассано
Сассано (итал. Sassano) — коммуна в Италии, располагается в регионе Кампания, в провинции Салерно.
Население составляет 5191 человек (на 2004 г.), плотность населения составляет 110 чел./км². Занимает площадь 47 км². Почтовый индекс — 84038. Телефонный код — 0975.
Покровителем коммуны почитается Иоанн Креститель, празднование 24 июня.